# Municipio de Webster (Ohio)
El municipio de Webster (en inglés: Webster Township) es un municipio ubicado en el condado de Wood en el estado estadounidense de Ohio. En el año 2010 tenía una población de 1283 habitantes y una densidad poblacional de 17,2 personas por km².

## Geografía
El municipio de Webster se encuentra ubicado en las coordenadas 41°25′57″N 83°32′18″O / 41.43250, -83.53833. Según la Oficina del Censo de los Estados Unidos, el municipio tiene una superficie total de 74.6 km², de la cual 74,6 km² corresponden a tierra firme y (0 %) 0 km² es agua.

## Demografía
Según el censo de 2010, había 1283 personas residiendo en el municipio de Webster. La densidad de población era de 17,2 hab./km². De los 1283 habitantes, el municipio de Webster estaba compuesto por el 95,87 % blancos, el 0,16 % eran afroamericanos, el 0,39 % eran asiáticos, el 1,48 % eran de otras razas y el 2,1 % eran de una mezcla de razas. Del total de la población el 3,9 % eran hispanos o latinos de cualquier raza.